# 兰屿肉桂
蘭嶼肉桂（學名：Cinnamomum kotoense）又名大葉肉桂、臺灣肉桂，達悟語：Kazaka，為樟科肉桂屬的植物，是台灣的特有種。

## 形態
常綠喬木，葉對生或近似對生。葉片為橢圓形或卵圓形，無毛、呈光滑革質，葉基有明顯三出脈。花黃色，花瓣6枚，呈聚繖花序。核果呈光滑橢圓形，成熟時由綠轉為紫黑色。春季開花，9至10月結果。

## 分佈
僅分佈於蘭嶼，於蘭嶼天池附近亦有少量族群。經栽培馴化後，推廣為室內觀葉植物與戶外植栽使用。